# Leptolalax marmoratus
Leptolalax marmoratus es una especie de anfibios de la familia Megophryidae.

## Distribución geográfica
Es endémica de Sarawak (Malasia Oriental).